# Kalbīābād
Kalbīābād (persiska: كَلبی آباد, کلبی آباد) är en ort i Iran.   Den ligger i provinsen Kermanshah, i den nordvästra delen av landet, 300 km väster om huvudstaden Teheran. Kalbīābād ligger 2 044 meter över havet och antalet invånare är 276.
Terrängen runt Kalbīābād är huvudsakligen kuperad, men norrut är den platt. Runt Kalbīābād är det ganska tätbefolkat, med 80 invånare per kvadratkilometer. Närmaste större samhälle är Sonqor, 18,7 km väster om Kalbīābād. Trakten runt Kalbīābād består i huvudsak av gräsmarker.